# شینگو ناتسومه
شینگو ناتسومه (انگلیسی: Shingo Natsume؛ زادهٔ ۲۶ سپتامبر ۱۹۸۰) پویانما، کارگردان فیلم، و تصویرگر اهل ژاپن است. وی از سال ۲۰۰۳ میلادی تاکنون مشغول فعالیت بوده‌است.